# North Country - Storia di Josey
North Country - Storia di Josey (North Country) è un film del 2005 diretto da Niki Caro, tratto da una storia vera del caso giudiziario Jenson v. Eveleth Taconite Co., che ispirò a sua volta Clara Bingham e Laura Leedy Gansler nella stesura del libro Class action: the landmark case that changed sexual harassment law.

## Trama
1989. Josey Aimes, giovane madre di due figli, Sam e Karen, ritorna dai genitori nel suo paese natale nel nord del Minnesota, dopo essere fuggita da un marito violento. La donna trova molte difficoltà ad adattarsi alla nuova situazione: le è soprattutto ostile il padre, che non le perdona i suoi errori del passato; inoltre, il suo impiego come shampista non le permette di mantenere adeguatamente i figli. Su consiglio della vecchia amica Glory incomincia a lavorare in miniera così da guadagnare di più. Tuttavia, in quanto donna, è sottoposta a continue minacce e umiliazioni, soprattutto da parte di Bobby Sharp.
Esasperata, Josey decide di licenziarsi e portare a giudizio l'azienda, ma si trova a lottare quasi completamente sola, senza il sostegno della famiglia e delle colleghe che pure hanno subito gli stessi maltrattamenti.  L'unico ad aiutarla è l'avvocato Bill White. Durante il lungo processo, la donna è costretta a rievocare il suo tragico passato, e in particolare il momento quando, poco più che adolescente, fu violentata da un suo insegnante. Bobby Sharp, il quale era lì al momento dello stupro e non aveva fatto niente per aiutarla, nega ogni accusa da parte dell'avvocato della donna, nonostante quest'ultimo lo incalzi con una metafora sull'hockey per rappresentare lo stupro. Alla fine, Bobby cede e confessa amaramente la sua colpa.

## Produzione
Il film è stato girato tra il Minnesota e il Nuovo Messico.

## Distribuzione
È stato proiettato in anteprima al Toronto International Film Festival il 12 settembre 2005 per poi essere distribuito nelle sale cinematografiche statunitensi il 21 ottobre 2005. In Italia è invece uscito il 10 febbraio 2006.

## Riconoscimenti
- 2006 - Premio Oscar
  - Nomination Migliore attrice protagonista a Charlize Theron
  - Nomination Migliore attrice non protagonista a Frances McDormand
- 2006 - Golden Globe
  - Nomination Migliore attrice in un film drammatico a Charlize Theron
  - Nomination Migliore attrice non protagonista a Frances McDormand
- 2006 - Premio BAFTA
  - Nomination Miglior attrice protagonista a Charlize Theron
  - Nomination Miglior attrice non protagonista a Frances McDormand
- 2006 - Screen Actors Guild Awards
  - Nomination Migliore attrice protagonista a Charlize Theron
  - Nomination Miglior attrice non protagonista a Frances McDormand
- 2005 - Las Vegas Film Critics Society Awards
  - Migliore attrice non protagonista a Frances McDormand
- 2005 - Satellite Award
  - Nomination Miglior attrice in un film drammatico a Charlize Theron
  - Nomination Miglior attrice non protagonista in un film drammatico a Frances McDormand
- 2005 - Critics' Choice Movie Award
  - Nomination Miglior attrice protagonista a Charlize Theron
  - Nomination Miglior attrice non protagonista a Frances McDormand
- 2005 - Chicago International Film Festival
  - Miglior film a Niki Caro
- 2005 - Dallas-Fort Worth Film Critics Association Awards
  - Nomination Miglior attrice protagonista a Charlize Theron
- 2006 - Vancouver Film Critics Circle
  - Nomination Miglior attrice protagonista a Charlize Theron
- 2005 - Washington DC Area Film Critics Association Awards
  - Nomination Miglior attrice protagonista a Charlize Theron